# Spettroscopia Raman
La spettroscopia Raman o spettroscopia di scattering Raman è una tecnica di analisi dei materiali basata sul fenomeno di diffusione di una radiazione elettromagnetica monocromatica da parte del campione analizzato. Come fenomeno fu predetto da Adolf Smekal nel 1923 mentre le prime osservazioni sperimentali furono fatte quasi contemporaneamente da C.V. Raman e K.S. Krishnan studiando la diffusione di luce nei liquidi e da G. Landsberg and L. Mandelstam in sistemi cristallini. Per queste sue osservazioni, nel 1930 Raman vinse il premio Nobel. La prima trattazione teorica dell'effetto Raman fu invece prodotta da George Placzek nel 1934.

## Basi della spettroscopia Raman
La spettroscopia Raman è largamente utilizzata nello studio dei materiali, sia allo stato solido che liquido o in fase di gas. È una tecnica non distruttiva, che dà risposte in tempi brevi, che non richiede particolari condizioni per l'esecuzione della misura e può essere effettuata direttamente sul campione senza nessuna preparazione. In un esperimento di scattering Raman il campione da analizzare viene colpito da una radiazione elettromagnetica monocromatica proveniente da una sorgente laser. La radiazione elettromagnetica interagendo con gli elettroni delle molecole induce su di esse un dipolo elettrico oscillante responsabile del processo di diffusione della radiazione incidente. Analizzando la radiazione diffusa si possono distinguere componenti con diverse energie. La componente Rayleigh che rappresenta la quasi totalità della radiazione diffusa, proviene da un processo di diffusione elastico che non comporta scambio di energia con il sistema e ha la stessa energia della radiazione incidente. Le componenti Stokes che hanno energie minori e le componenti anti-Stokes che hanno energie maggiori rispetto alla radiazione incidente provengono da processi di diffusione anelastici.

## Evoluzione della strumentazione
L'evoluzione della tecnica Raman in quasi un secolo di storia ha beneficiato dei progressi nei campi dell'elettronica, della fisica dei semiconduttori, delle sorgenti di luce laser e dell'informatica. Si è passati dai primi sistemi dotati di lampade a mercurio e di lastre fotografiche per la registrazione degli spettri a sistemi equipaggiati con tubi fotomoltiplicatori con rilevazione monocanale negli anni '50. Successivamente l'introduzione delle sorgenti laser (fine anni '60) e di nuovi rivelatori basati su materiali semiconduttori come array di fotodiodi (fine anni 70) e Charge-Coupled Device (agli inizi degli anni 90) ha prodotto notevoli miglioramenti della strumentazione, riducendo notevolmente i tempi necessari per l'acquisizione e la rielaborazione del segnale Raman. La parte dedicata alla dispersione della luce (spettrometro) invece ha avuto minori cambiamenti passando dai sistemi basati su prismi di rifrazione a sistemi basati su uno o più reticoli di diffrazione. L'avvento dell'informatica e la disponibilità di calcolatori dedicati alla gestione dello strumento e al trattamento digitale dei dati, hanno incrementato la diffusione degli spettrometri Raman sia negli ambienti accademici che industriali. Verso la fine degli anni 80 è stata introdotta una nuova classe di spettrometri Raman basati su metodi interferometrici per la registrazione dello spettro. Questi strumenti denominati FT-Raman (spettrometro Raman a Trasformata di Fourier) utilizzano come sorgente un laser Nd:YAG nel vicino infrarosso a 1064 nm e sono dotati di un interferometro di Michelson per la registrazione del segnale. Lo spettro Raman viene generato solo dopo un processo di trasformata di Fourier veloce del segnale di interferenza (interferogramma) prodotto dalle varie componenti monocromatiche all'interno dell'interferometro di Michelson.
L'accoppiamento di uno spettrometro Raman con un microscopio ottico ha esteso le potenzialità della tecnica Raman. Questi strumenti consentono di scegliere la regione illuminata dallo spot del laser (pochi μm2) così da ottenere informazioni dettagliate a livello micrometrico. Questi strumenti Micro-Raman rappresentano ad oggi la configurazione standard offerta dalle varie case produttrici.
Negli ultimi anni hanno avuto un grande sviluppo anche sistemi Raman portatili e di dimensioni palmari che possono essere utilizzati direttamente sul campo per la rivelazione ed il riconoscimento chimico di sostanze potenzialmente pericolose od illegali come esplosivi e droghe.

## Derivazione classica
È possibile spiegare il fenomeno dello scattering Raman scrivendo l'espressione classica della polarizzazione indotta in un sistema molecolare dall'interazione con un campo elettromagnetico monocromatico.
Esprimiamo il momento di dipolo indotto {\displaystyle \mathbf {P} } come il prodotto della polarizzabilità molecolare {\displaystyle {\boldsymbol {\alpha }}} e del campo elettrico {\displaystyle \mathbf {E} }:
{\displaystyle \mathbf {P} ={\boldsymbol {\alpha }}\mathbf {E} }
dove {\displaystyle {\boldsymbol {\alpha }}} è un tensore con componenti:
{\displaystyle {\boldsymbol {\alpha }}={\begin{bmatrix}a_{xx}&a_{xy}&a_{xz}\\a_{yx}&a_{yy}&a_{yz}\\a_{zx}&a_{zy}&a_{zz}\end{bmatrix}}}
e descrive la "deformabilità" della distribuzione di carica della molecola soggetta ad un campo elettrico {\displaystyle \mathbf {E} }. Nel fenomeno di scattering Raman il campo elettrico è una radiazione elettromagnetica monocromatica che ha una frequenza di oscillazione {\displaystyle \nu _{0}} espressa dalla:
{\displaystyle \mathbf {E} =\mathbf {E} _{0}\cos(2\pi \nu _{0}t)}.
Una molecola composta da {\displaystyle N} atomi ha {\displaystyle 3N} gradi di libertà di cui {\displaystyle 3N-6} ({\displaystyle 3N-5} se la molecola è lineare) corrispondono a spostamenti degli atomi che lasciano inalterato il centro di massa del sistema e descrivono i diversi moti vibrazionali (spostamenti collettivi e in fase degli atomi attorno alle loro posizioni di equilibrio).  Utilizzando i metodi della dinamica vibrazionale è possibile determinare l'espressione dei modi normali di vibrazione {\displaystyle Q_{k}} e delle loro frequenze di vibrazione {\displaystyle \nu _{k}}.
Senza perdere in generalità consideriamo un solo modo normale di vibrazione {\displaystyle Q_{j}} che per piccole oscillazioni può essere descritto come un oscillatore armonico del tipo
{\displaystyle Q_{j}=Q_{j}^{0}\cos(2\pi \nu _{j}t)}
che descrive il moto in fase di tutti gli atomi della molecola, attorno alla loro posizione di equilibrio, alla frequenza {\displaystyle \nu _{j}}. Questo spostamento collettivo degli atomi determina una variazione della polarizzabilità elettronica {\displaystyle {\boldsymbol {\alpha }}}. Un modo approssimato per scrivere la dipendenza della polarizzabilità dagli spostamenti atomici lungo il modo normale {\displaystyle Q_{j}} è quello di esprimerla come espansione di Taylor troncata al primo ordine:
{\displaystyle {\boldsymbol {\alpha }}={\boldsymbol {\alpha }}_{0}+{\biggl (}{\frac {\partial {\boldsymbol {\alpha }}}{\partial Q_{j}}}{\biggr )}_{0}Q_{j}}.
Inserendo nell'espressione del momento quelle di modo normale e tensore polarizzabilità appena sopra si ottiene
{\displaystyle \mathbf {P} ={\bigl [}{\boldsymbol {\alpha }}_{0}+{\biggl (}{\frac {\partial {\boldsymbol {\alpha }}}{\partial Q_{j}}}{\biggl )}_{0}Q_{j}^{0}\cos(2\pi \nu _{j}t){\bigr ]}\cdot \mathbf {E} _{0}\cos(2\pi \nu _{0}t)}
che, utilizzando la seconda formula di Werner {\displaystyle \cos \alpha \cos \beta ={\frac {1}{2}}[\cos(\alpha +\beta )+\cos(\alpha -\beta )]} può essere riscritta come
{\displaystyle \mathbf {P} ={\boldsymbol {\alpha }}_{0}\mathbf {E} _{0}\cos(2\pi \nu _{0}t)+{\frac {1}{2}}\mathbf {E} _{0}Q_{j}^{0}{\Biggl (}{\frac {\partial {\boldsymbol {\alpha }}}{\partial Q_{j}}}{\Biggr )}_{0}{\bigl [}\cos[2\pi (\nu _{0}+\nu _{j})t]+\cos[2\pi (\nu _{0}-\nu _{j})t]{\bigr ]}}
- il primo termine ha una dipendenza temporale del tipo {\displaystyle \cos(2\pi \nu _{0}t)} e rappresenta la componente Rayleigh diffusa alla stessa frequenza {\displaystyle \nu _{0}};
- il secondo ha una dipendenza temporale del tipo {\displaystyle \cos[2\pi (\nu _{0}+\nu _{j})t]} ed è relativo alla componente anti-Stokes diffusa con frequenza maggiore;
- il terzo ha una dipendenza temporale del tipo  {\displaystyle \cos[2\pi (\nu _{0}-\nu _{j})t]} ed è relativo alla componente Stokes diffusa con frequenza minore.

Osserviamo che le componenti Stokes ed anti-Stokes sono linearmente dipendenti dalla intensità del campo elettrico incidente e dalla variazione della polarizzabilità e saranno diverse da zero se e solo se
{\displaystyle {\Biggl (}{\frac {\partial {\boldsymbol {\alpha }}}{\partial Q_{j}}}{\Biggr )}_{0}\neq 0}.
Questa condizione rappresenta la principale regola di selezione della spettroscopia Raman ed evidenzia la differenza sostanziale rispetto al fenomeno di assorbimento Infrarosso, basato invece sulla variazione del momento di dipolo {\displaystyle (\partial \mathbf {M} /\partial Q_{j})_{0}\neq 0}. 
Per questa ragione, l'assorbimento Infrarosso e lo scattering Raman (che dipendono dalla variazione di quantità fisiche diverse), forniscono informazioni quasi complementari sugli stati vibrazionali molecolari. Infatti vibrazioni che coinvolgono gruppi chimici polari (come ad esempio le vibrazioni di {\displaystyle {\ce {C = 0}}} stretching, {\displaystyle {\ce {OH}}} stretching) generano una grossa variazione del momento di dipolo e di conseguenza avranno intensità infrarosse molto elevate. Al contrario, vibrazioni che coinvolgono legami con elettroni {\displaystyle \pi } (come nel caso di sequenze legami {\displaystyle {\ce {-C = C -}}}dove gli elettroni {\displaystyle \pi } risultano delocalizzati), producendo grosse variazioni della polarizzabilità saranno caratterizzate da elevate risposte Raman. La complementarità diventa effettiva in molecole centrosimmetriche, dove per ragioni di simmetria, le vibrazioni osservabili si dividono in due gruppi distinti; uno che comprende le vibrazioni solo Raman attive ed uno quelle solo Infrarosse attive. Un esempio classico di non coincidenza tra le bande Raman e gli assorbimenti Infrarossi è mostrato dagli spettri del benzene.

## Descrizione quantistica
La teoria classica non predice correttamente le intensità delle linee anti-Stokes, che sperimentalmente sono molto più deboli rispetto a quelle Stokes. Per avere una corretta descrizione si deve passare ad una trattazione quantistica utilizzando i metodi della teoria perturbazioni dipendente dal tempo. Una trattazione completa è presentata in diversi lavori. Utilizzando uno schema dei livelli energetici quantizzati della molecola relativo ad una sola vibrazione {\displaystyle Q_{k}} è possibile rappresentare i diversi fenomeni di scattering di un fotone incidente di energia {\displaystyle h\nu _{0}}da parte del sistema molecolare che ha una energia di separazione tra i livelli vibrazionali pari a {\displaystyle h\nu _{1}}. Il fotone incidente porta il sistema dallo stato vibrazionale {\displaystyle v=0} (livello fondamentale) ad un livello virtuale posto ad una energia superiore pari a {\displaystyle E=h\nu _{0}}. Da questo stato virtuale il sistema può rilassare tornando sullo stesso livello vibrazionale {\displaystyle v=0}, scattering Rayleigh, oppure rilassare sul primo livello vibrazionale eccitato {\displaystyle v=1} dando origine allo scattering Raman. Se la molecola parte dal livello vibrazionale eccitato {\displaystyle v=1} dopo l'eccitazione può rilassare nuovamente sul livello {\displaystyle v=1} (scattering Rayleigh) oppure raggiungere il livello {\displaystyle v=0} dando origine allo scattering anti-Stokes. La differenza in intensità tra le linee Stokes ed anti-Stokes è da associare alla diversa popolazione dei livelli vibrazionali.
Adottando la statistica di Boltzmann all'equilibrio termico alla temperatura {\displaystyle T} si può scrivere per una linea Raman relativa al livello vibrazionale {\displaystyle Q_{k}} la relazione
{\displaystyle {\frac {I_{\text{stokes}}}{I_{\text{anti-stokes}}}}={\frac {(\nu _{0}-\nu _{1})^{4}}{(\nu _{0}+\nu _{1})^{4}}}\exp {\bigg \{}{\frac {h\nu _{1}}{kT}}{\bigg \}}}
che esplicita la dipendenza delle intensità Stokes ed anti-Stokes dalla temperatura {\displaystyle T}; questo fenomeno può essere utilizzato per misurare la temperatura reale del campione.
Quando l'energia del fotone incidente {\displaystyle E=h\nu _{0}} è minore rispetto all'energia necessaria per portare la molecola in uno stato elettronico eccitato {\displaystyle E=h\nu _{el}}, nell'espressione delle intensità Raman si possono trascurare termini che hanno a denominatore componenti del tipo {\displaystyle (\nu _{el}-\nu _{o})}. Quando invece {\displaystyle \nu _{0}} si avvicina a {\displaystyle \nu _{el}}questi termini diventano dominanti e non possono più essere trascurati. Questo effetto viene denominato effetto di risonanza Raman e comporta una intensificazione delle intensità Raman anche di parecchi ordini di grandezza.
Esistono anche altri effetti di scattering non lineari come Hyper Raman Spectroscopy, Stimulated Raman Spectroscopy, Choerent anti-Stokes spectroscopy che coinvolgono processi a più fotoni; possono essere spiegati attraverso la trattazione quantistica.

## Caratteristiche di uno spettro Raman
Per rivelare le componenti Stokes o anti-Stokes si deve raccogliere la luce diffusa mediante un opportuno sistema ottico, come lenti od obiettivi, ed inviarla ad uno spettrometro per essere analizzata.
Come per la spettroscopia Infrarossa, anche la spettroscopia di scattering Raman fornisce informazioni sulla struttura dei livelli energetici vibrazionali molecolari. L'insieme di questi valori di energia che usualmente viene descritto in termini di frequenza mediante la relazione {\displaystyle E=h\nu } è specifico per ogni specie molecolare e costituisce una sorta di “impronta digitale” della molecola.  Le spettroscopie Raman e Infrarossa permettono di identificare in maniera univoca la natura chimica del materiale analizzato.
L'informazione che si ottiene in un esperimento di scattering Raman è rappresentata graficamente come un diagramma (spettro Raman) dove sulle ascisse sono riportati gli shift Raman che corrispondono alle energie di salti tra i livelli vibrazionali fondamentali {\displaystyle v=0} e {\displaystyle v=1} espresse in cm−1  (numero d'onda {\displaystyle {\bar {\nu }}={\tfrac {1}{\lambda }}} ricordando la proporzionalità diretta tra l'energia e l'inverso della lunghezza d'onda {\displaystyle E=h\nu =hc{\tfrac {1}{\lambda }}} di una radiazione elettromagnetica). Le intensità Raman proporzionali al numero di fotoni Stokes raccolti dal rivelatore dello strumento sono riportate sulle ordinate. L'intervallo di energie riportate in un normale spettro Raman si può estendere da poche decine di cm−1  fino a circa 3500 cm−1  regione in cui cadono la quasi totalità delle vibrazioni molecolari fondamentali.

## Applicazioni dello scattering Raman per lo studio dei materiali
Per la registrazione di uno spettro Raman si possono scegliere sia il tipo di eccitazione laser che la metodologia di misura più adeguati alla tipologia di materiale che si vuole analizzare. Si possono scegliere laser con emissioni che vanno dal vicino infrarosso a 1064 nm e si estendono nell'ultravioletto fino a 266 nm.
L'indipendenza dello scattering Raman dalla frequenza della sorgente eccitatrice permette di registrare gli spettri Raman in varie regioni dello spettro elettromagnetico. Scegliendo una linea eccitatrice che non viene assorbita dal campione si possono evitare possibili danneggiamenti indotti dalla radiazione laser ed il fenomeno della fluorescenza del campione che può portare ad un oscuramento dei deboli segnali Raman. Al contrario, con particolari molecole si può decidere di usare fotoni con energie vicine agli stati elettronici in modo da sfruttare il fenomeno della risonanza Raman per intensificare la risposta Raman. Questa modalità di registrazione degli spettri permette di identificare in campioni eterogenei, quelle specie molecolari che originano la risonanza Raman anche se sono presenti in quantità molto molto basse. Per questo il fenomeno della risonanza Raman è utilizzato per il riconoscimento dei pigmenti responsabili della colorazione degli organismi viventi come uccelli, molluschi, batteri e vegetali.  Anche la spettroscopia vibrazionale dei polimeri conduttori e dei sistemi molecolari policoniugati,  alla base della moderna elettronica molecolare, è dominata da questi effetti di risonanza.
La non distruttività e la possibilità di effettuare misure direttamente in sito, rende la tecnica Raman molto efficace per lo studio dei materiali in generale. Si possono ricavare informazioni sia sulla natura chimica del materiale che sulla struttura e le interazioni si stabiliscono all'interno del sistema. Queste qualità hanno favorito l'applicazione della tecnica Raman per lo studio, la conservazione delle opere d'arte e come metodologia anti contraffazione.  Ad oggi l'attività nel campo dei beni culturali impegna molti gruppi di ricerca nel mondo ed è un campo che, armonizzandosi con altre tecniche di analisi, è in grande sviluppo.

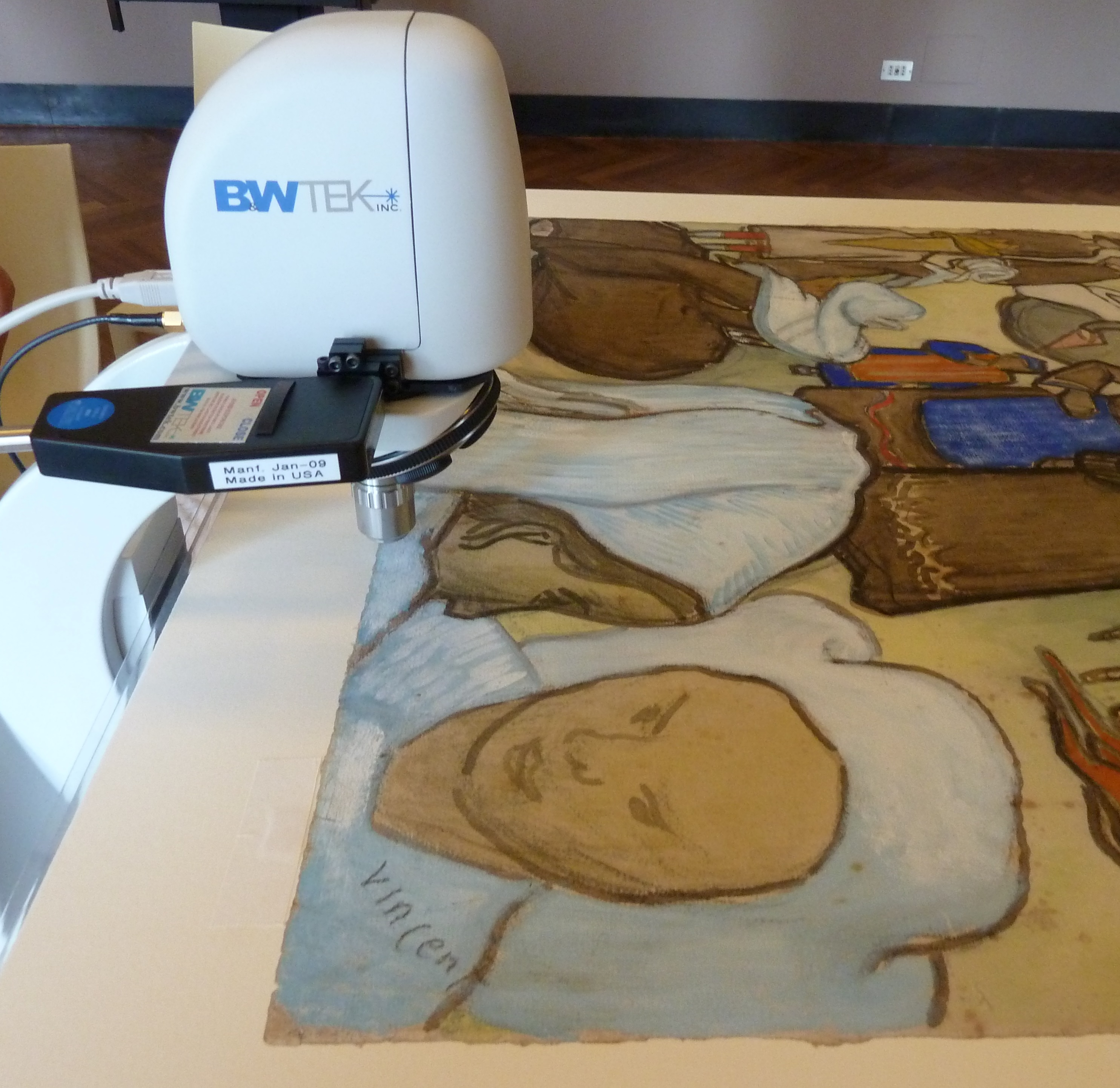
Registrazione di uno spettro Raman con strumentazione portatile sul dipinto di Vincent van Gogh Donne Bretoni conservato nella Galleria d'Arte Moderna di Milano.

La possibilità di registrare spettri direttamente in soluzioni acquose (al contrario di ciò che avviene per la spettroscopia infrarossa) rende la tecnica Raman indispensabile per lo studio di sistemi biologici in vivo.
L'utilizzo di sistemi di nanoparticelle metalliche sia in soluzioni colloidali che deposte su opportuni substrati per la registrazione di spettri Raman può portare ad un aumento delle intensità di scattering. Questa spettroscopia denominata Surface Enhanced Raman Scattering (SERS) si basa su una complessa interazione tra le molecole da analizzare, le nanoparticelle metalliche e l'eccitazione laser. Se le energie dei fotoni laser e gli assorbimenti plasmonici delle nanoparticelle sono comparabili la molecola si trova investita da un campo elettrico locale intensificato da fattori chimici ed elettronici che porta ad un incremento di parecchi ordini di grandezza della risposta Raman. Fenomeni paragonabili si ottengono registrando spettri Raman nelle immediate vicinanze di una punta di microscopio a forza atomica (AFM) e sono identificati come spettri Tip-enhanced Raman spectroscopy.
La spettroscopia Raman è fondamentale per lo studio dei materiali basati sul carbonio come grafite, nanotubi, fullereni e grafene, sia per i materiali carboniosi disordinati come i soot provenienti da processi di combustione e responsabili dell'inquinamento ambientale o come gli ossidi del grafene.
Per una ampia panoramica dell'utilizzo della spettroscopia Raman è possibile consultare i molti libri dedicati all'argomento e la rivista specializzata Journal of Raman Spectroscopy che presenta la spettroscopia Raman allo stato dell'arte.

## Tipologie

### Spettroscopia Raman di risonanza
Utilizzando una luce incidente di energia pari a quella necessaria per promuovere una transizione elettronica si ottiene una tecnica chiamata spettroscopia Raman di risonanza.
La caratteristica principale consiste in una maggiore intensità della luce diffusa e in una semplificazione dello spettro dovuta al fatto che i modi vibrazionali che contribuiscono a uno scattering più intenso sono spesso pochi.
Questa tecnica trova utilizzo nello studio di biomolecole che presentano un forte assorbimento nel visibile e nell'ultravioletto: ad esempio, è possibile studiare i pigmenti β-carotene e clorofilla avvantaggiandosi del fatto che altre molecole presenti (acqua, residui di amminoacidi, legame peptidico) non assorbono energia alla frequenza laser selettiva utilizzata.

### Spettroscopia a diffusione Raman anti-Stokes coerente
La spettrocopia a diffusione Raman anti-Stokes coerente (CARS, Coherent anti-Stokes Raman Scattering) sfrutta l'interazione tra due fasci laser a diversa frequenza.
Lo spettro è ottenuto dall'emissione coerente derivante dalle transizioni anti-Stokes che originano da stati eccitati e presenta il vantaggio di generare un segnale di natura coerente e con un'intensità di diversi ordini maggiore rispetto alla diffusione Raman spontanea. Questa tecnica è convenientemente utilizzata per effettuare indagini in fiamma, o in microscopia, come tecnica avanzata per visualizzare composti chimici anche ad alta risoluzione spaziale (sub-micrometrica), senza l'ausilio di marcatori fluorescenti esogeni.

### Spettroscopia Raman amplificata da superfici
La spettroscopia Raman amplificata da superfici (SERS, Surface-Enhanced Raman Spectroscopy) sfrutta l'aumento dell'intensità dell'effetto Raman dovuto alla presenza di atomi o molecole legate a un substrato. Ciò è dovuto all'accumulo localizzato di densità elettronica, il che comporta un maggiore campo elettrico localizzato.

### Microscopia vibrazionale
Combinando un microscopio ottico con uno spettrometro Raman è possibile realizzare la microscopia vibrazionale ("microscopia Raman"). 
Il principio di funzionamento è semplice: una radiazione laser viene fatta incidere su una piccola area di campione e la luce diffusa viene raccolta dal microscopio e quindi analizzata dallo spettrometro.
Questa tecnica, con la quale si può arrivare a sondare superfici con risoluzione inferiore ad 1 µm, trova utilizzo in ambito biochimico (ad esempio nello studio del ciclo vitale della cellula), biomedico (come nella differenziazione tra tessuto sano e malato) e farmacologico. Importante è anche il suo utilizzo applicato ai beni culturali per lo studio dei pigmenti pittorici.

#### Micro-spatially offset Raman spectroscopy
Il micro-spatially offset Raman spectroscopy (micro-SORS) permette studio non-distruttivo di materiali micro-stratificati non trasparenti (turbidi). La tecnica costituisce un’implementazione del metodo SORS, portando come principale innovazione l’aumento della risoluzione dalla tecnica grazie all’accoppiamento di SORS e microscopia ottica.